# ورزشگاه فوتبال پودانگ
ورزشگاه فوتبال پودانگ (به چینی: 浦东足球场) که در حال حاضر با نام ورزشگاه اس‌آی‌ای‌سی موتور پودانگ شناخته می‌شود یک ورزشگاه حرفه‌ای فوتبال در شهر پودانگ، شانگهای، چین است. بازی های خانگی باشگاه فوتبال شانگهای پورت در این ورزشگاه انجام می‌شود. گنجایش ورزشگاه ۳۷،۰۰۰ هزار نفر است. 